# Визовице
Визовице (чеш. Vizovice) град је у Чешкој Републици. Град се налази у управној јединици Злински крај, у оквиру којег припада округу Злин.

## Становништво
Према подацима о броју становника из 2014. године град је имао 4.698 становника.